# Bahnhof Donauwörth
Der Bahnhof Donauwörth ist der größte Bahnhof in der Stadt Donauwörth. Hier kreuzen sich die Bahnstrecke Augsburg–Nördlingen und die Bahnstrecke Ingolstadt–Neuoffingen. Außerdem beginnt in Donauwörth die Bahnstrecke nach Treuchtlingen.
Heute liegt der Bahnhof im Südwesten der Stadt. Neben dem Bahnhof Donauwörth befindet sich im Stadtgebiet noch der kleinere Bahnhof Wörnitzstein an der Strecke nach Nördlingen.

## Geschichte

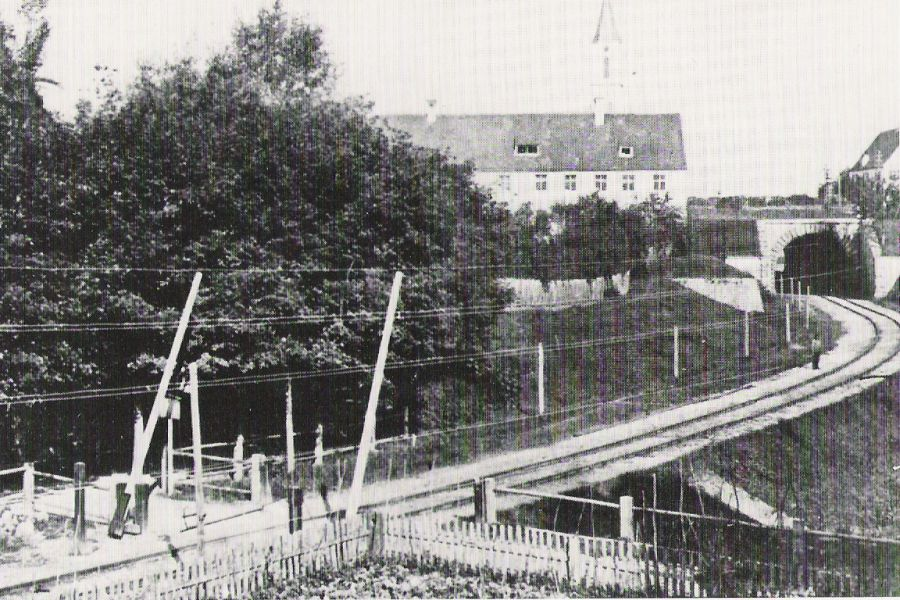
Strecke und Nordwestportal des ehemaligen Eisenbahntunnels bis 1877, der ehemalige Bahnhof lag hinter dem Tunnel an der Donau

1847 fuhr erstmals ein Zug in Donauwörth ein. Der Ort lag an der Ludwig-Süd-Nord-Bahn im Abschnitt Augsburg–Donauwörth-Nördlingen–Gunzenhausen–Pleinfeld–Nürnberg. Die Züge hielten in der heutigen Promenade vor dem Eisenbahntunnel. Mit dem Bau des Donauhafens in den Jahren 1853–1854 wurde auch ein Bahnhofsgebäude errichtet. 1861 erhielt dieser Bahnhof ein Anschlussgleis zur Donaudampfschifffahrt im Bereich der heutigen Zirgesheimer Straße. Die historische Streckenführung durch die Promenade entspricht im Wesentlichen dem heutigen Fuß- und Radweg in diesem Bereich. Der Bahnhof lag vor dem ehemaligen, 161 Meter langen Eisenbahntunnel, der heute die evangelische Kirche und einen Parkplatz unterquert. Der Tunnel ist inzwischen nur noch für Fußgänger und Radfahrer zugänglich. Im Zweiten Weltkrieg wurde er zur Herstellung von Kriegsmunition genutzt.

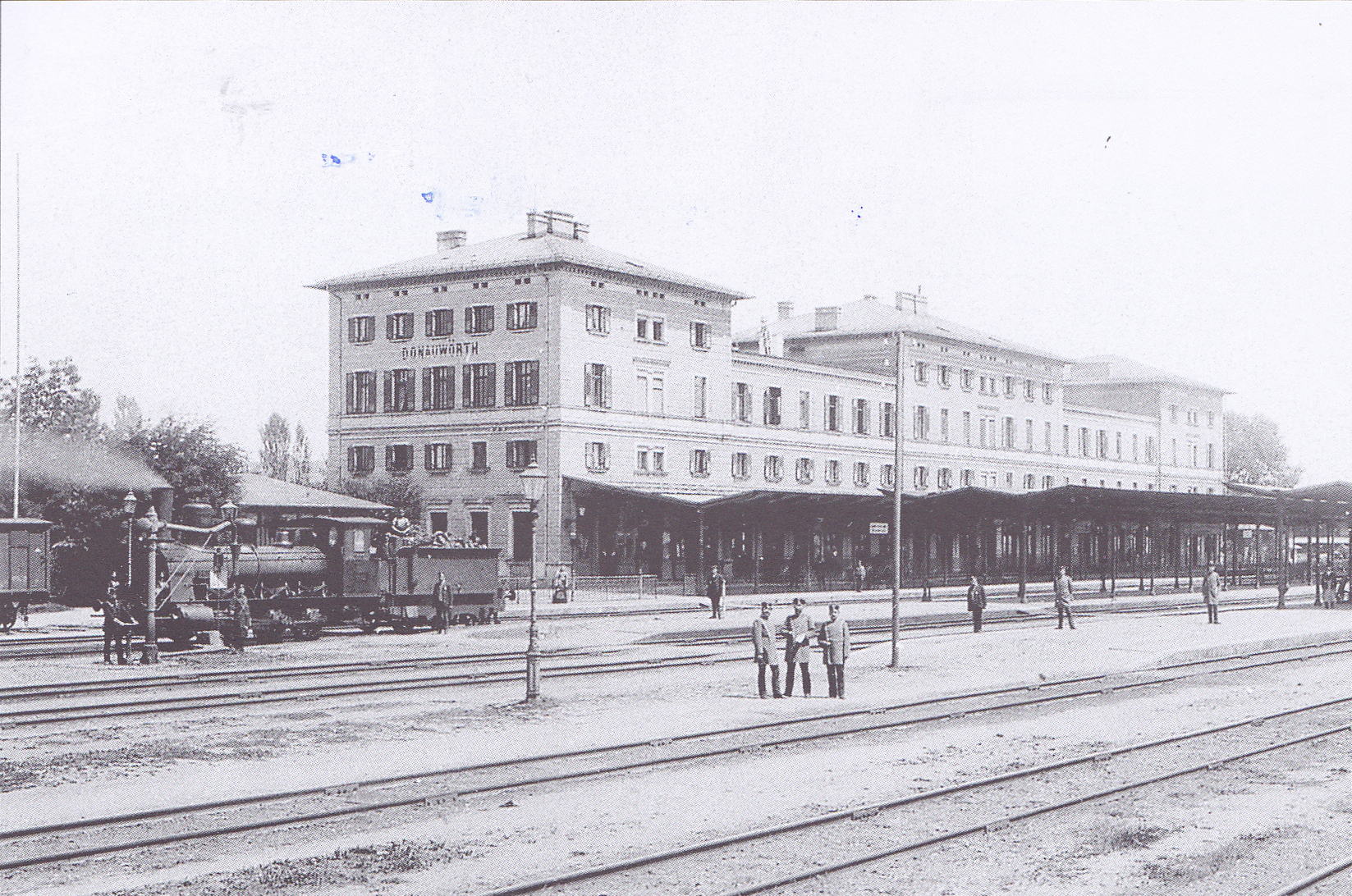
Neuer Bahnhof Donauwörth 1895

1877 wurde die Bahnstrecke von Neuoffingen nach Regensburg eröffnet, die sich in Donauwörth mit der schon bestehenden Strecke Augsburg–Nürnberg kreuzte. Deshalb wurde von 1874 bis 1877 der jetzige Bahnhof in Donauwörth im Südwesten der Stadt erbaut und am 15. November 1877 eröffnet.
Am 1. Oktober 1906 wurde schließlich die Schienenlücke zwischen Donauwörth und Treuchtlingen geschlossen. Damit waren die Donauwörther Eisenbahnstrecken komplett. Die Eisenbahnverbindung nach Nürnberg wurde dadurch wesentlich kürzer.
Im Zweiten Weltkrieg wurde das Bahnhofsgebäude Donauwörth durch Luftangriffe am 11. und 19. April 1945 zerstört, die Bahnanlagen wurden in Mitleidenschaft gezogen. In den Jahren 1948 bis 1953 erfolgte der Wiederaufbau.
Zur Steuerung der Gleisanlagen in und um den Bahnhof Donauwörth wurde am 5. Juli 1970 ein neues Drucktastenstellwerk des Typs Sp Dr S 60 in Betrieb genommen, dessen beide Nahbedienungsstellen sich am nördlichen und südlichen Ende des Bahnhofs befinden.
Im Jahre 2001 wurde der Bahnhofsvorplatz mit dem Busbahnhof neu gestaltet.
Im nordöstlichen Teil des Bahnhofsgeländes befindet sich eine Ortsgüteranlage, die jedoch seit 2001 nicht mehr bedient wird. Im Jahr 2003 wurde die Stückguthalle in diesem Bereich abgerissen und durch ein Parkhaus für Bahnreisende ersetzt.
Westlich des Personenbahnhofs befindet sich ein Rangierbahnhof, der bis Mitte der 90er-Jahre von zahlreichen Güterzügen des Nord-Süd-Verkehrs genutzt wurde. Mit Umsetzung des MORA-C-Programms wurde der Rangierbetrieb zum 1. Januar 2002 eingestellt. Die Rangiergleise dienen seit einigen Jahren als Knotenpunkt im 2003 gestarteten internationalen Güterverkehrsnetzwerk der Mittelweserbahn.
Im April 2017 wurde bekannt gegeben, dass Donauwörth mit dem Fahrplanwechsel im Dezember 2017 zum ICE-Systemhalt aufgewertet wird.

### Modernisierung 2019–2024
Im Februar 2014 gab die Deutsche Bahn bekannt, den Bahnhof Donauwörth umfangreich zu modernisieren und barrierefrei auszubauen. Der Baubeginn war im Februar 2019. Von Mai 2020 bis Mai 2021 wurde eine neue Personenunterführung nordwestlich der bestehenden Unterführung errichtet sowie damit begonnen, die Bahnsteige mit einer Höhe von 76 cm mit Bodenleitsystem neu zu bauen, mit Treppen an die Personenunterführung anzuschließen und mit neuen Bahnsteigdächern, Zugzielanzeigern und Sitzgelegenheiten auszustatten. Die Arbeiten sollten ursprünglich im Juni 2023 abgeschlossen sein. Der Einbau der Aufzugsanlagen zwischen Bahnsteigen und Unterführung sowie die Umsetzungen von Restarbeiten waren im Juli 2024 abgeschlossen. Die Kosten in Höhe von rund 52 Millionen Euro wurden vom Bund, vom Freistaat und der Stadt Donauwörth getragen.

### Zukunft
Ein in Planung befindliches Projekt ist die Verlängerung der Gleisunterführung Richtung Westen bis zur Industriestraße. Damit wären die Firma Airbus Helicopters und die Gewerbegebiete im Stadtteil Riedlingen auf kürzerem Weg als bisher zu Fuß erreichbar. Zur Förderung dieser Vorhaben hatte sich in Donauwörth im Februar 2011 ein Bündnis für die Verbesserung der Anbindung und des Zustands des Bahnhofs Donauwörth formiert. Beim Neubau der Personenunterführung 2020 bis 2021 wurde diese als Bauvorleistung bereits bis zur Mitte zwischen den Gleisen 7 und 8 erbaut, um die Beeinträchtigungen bei Realisierung der geplanten Verlängerung möglichst gering zu halten.
Im Herbst 2015 schlug der Bundestagsabgeordnete Ulrich Lange eine Intercity-Linie von Stuttgart über Donauwörth nach Ingolstadt vor. Diese soll die Ost-West-Verbindungen für den Ostalbkreis, den Kreis Donau-Ries sowie für Ingolstadt verbessern, als Fahrzeugmaterial soll der Intercity 2 eingesetzt werden. Lange führte hierüber Gespräche mit der Deutschen Bahn und stieß nach seinen Angaben auf positive Resonanz. Der Donau-Ries-Kreis hat beschlossen, eine Studie zur Rentabilität der Linie in Auftrag zu geben.
Im dritten Gutachterentwurf des Deutschlandtakts ist ein zusätzliches Überwerfungsbauwerk vorgesehen, damit Verkehre zwischen Ulm und Regensburg den Bahnhof niveaufrei kreuzen können. Damit sollen durchgängige Züge zwischen Ulm und Regensburg ermöglicht werden. Dafür sind, zum Preisstand von 2015, Investitionen von 67 Millionen Euro vorgesehen. Für weitere Spurplanänderungen im Bahnhof sind weitere 11 Millionen Euro veranschlagt.
Der Raum Donauwörth soll im Zuge des „Starterpakets“ der Digitalen Schiene Deutschland, als Teil des TEN-Kernnetzkorridors Skandinavien–Mittelmeer, bis 2030 mit Digitalen Stellwerken und ETCS ausgerüstet werden.

## Ausstattung

### Einrichtungen
Im Bahnhof untergebracht ist ein Kundencenter des Bahnbetreibers Arverio Bayern, ein Service Store, ein Vaping-Shop sowie eine Wartehalle. Neben dem Bahnhof befindet sich ein Parkhaus für Bahnkunden und eine Fahrradabstell-Anlage. Ein Nebengebäude des Bahnhofs, in dem die Toilettenanlagen untergebracht waren, wurde im August 2008 durch einen Brand stark beschädigt. Nachdem die Stadt Donauwörth als Ersatz zunächst jahrelang einen provisorischen WC-Container betrieb, wurde 2024 eine neu errichtete WC-Anlage unmittelbar nördlich des Bahnhofsgebäudes in Betrieb genommen.

### Bahnsteigdaten
Die Gleise 3 und 5 können mit bis zu 150 km/h durchfahren werden, die übrigen Bahnsteiggleise mit bis zu 60 km/h. Gleis 4 ist als einziges mit einem Zugdeckungssignal ausgestattet, sodass dort in beiden Richtungen Zugteile vereinigt werden können oder eine Doppelbelegung mit zwei Zügen am selben Bahnsteig möglich ist.
| Bahnsteig a | Gleis | Höhe b  | Länge c | Nutzung d |
| ----------- | ----- | ------- | ------- | --- |
| B01         | 1     | 76 cm e | 215 m   | Regionalbahnen in Richtung Augsburg/München |
| B02         | 2     | 76 cm   | 320 m   | Regionalbahnen in Richtung Augsburg/München, Regionalexpresse in Richtung Treuchtlingen/Nürnberg/Würzburg und Aalen (bei Überholungen oder Zugteilung) |
| B02         | 3     | 76 cm   | 410 m   | Regionalexpresse in Richtung Treuchtlingen/Nürnberg/Würzburg, Fernverkehrszüge in Richtung Würzburg und Nürnberg                                       |
| B03         | 4     | 76 cm   | 398 m   | Regionalbahnen in Richtung Ulm, Regionalexpresse in Richtung Augsburg/München (bei Überholungen oder Zugvereinigung)                                   |
| B03         | 5     | 76 cm   | 408 m   | Regionalexpresse in Richtung Augsburg/München, Fernverkehrszüge in Richtung München                                                                    |
| B04         | 6     | 76 cm f | 152 m   | Regionalbahnen in Richtung Ulm und Aalen |
| B04         | 7     | 76 cm f | 152 m   | Regionalbahnen in Richtung Ingolstadt/Regensburg |

## Verkehr

### Fernverkehr

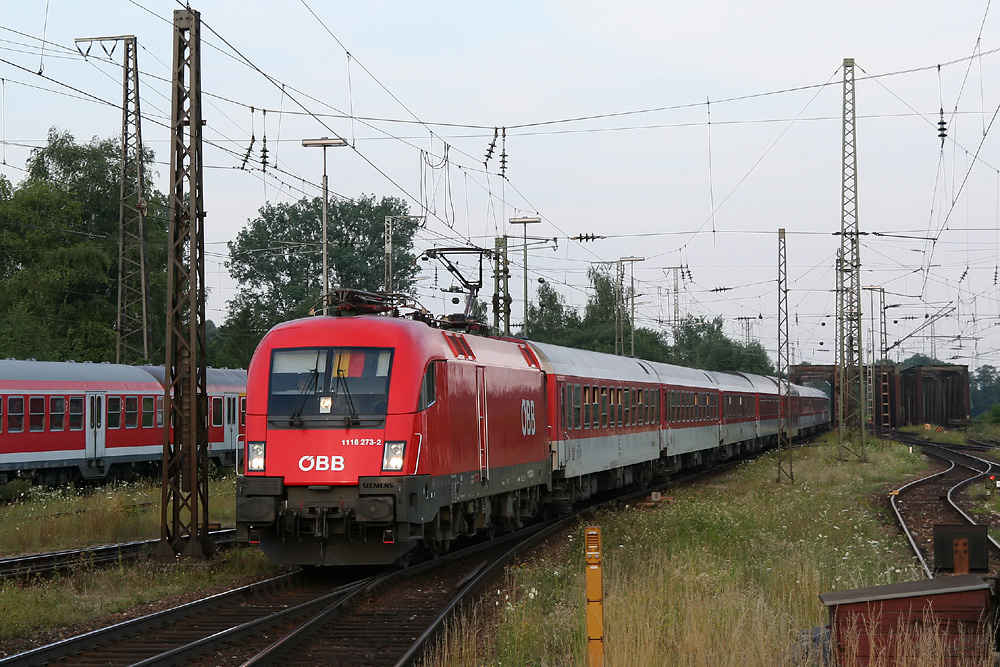
EN 482 durchfährt Donauwörth (2006)

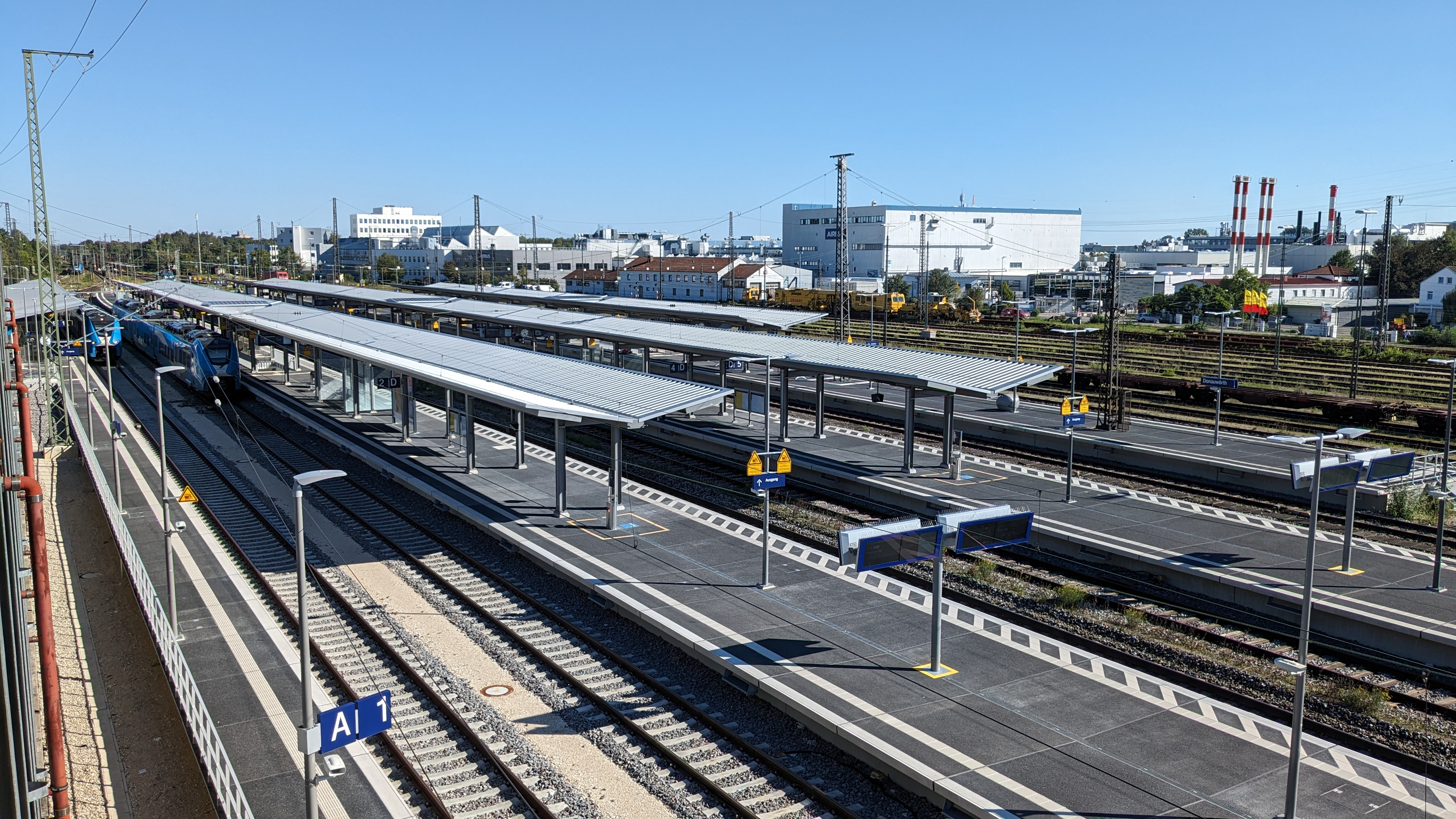
Bahnsteige mit Regionalverkehrszügen nach der Modernisierung

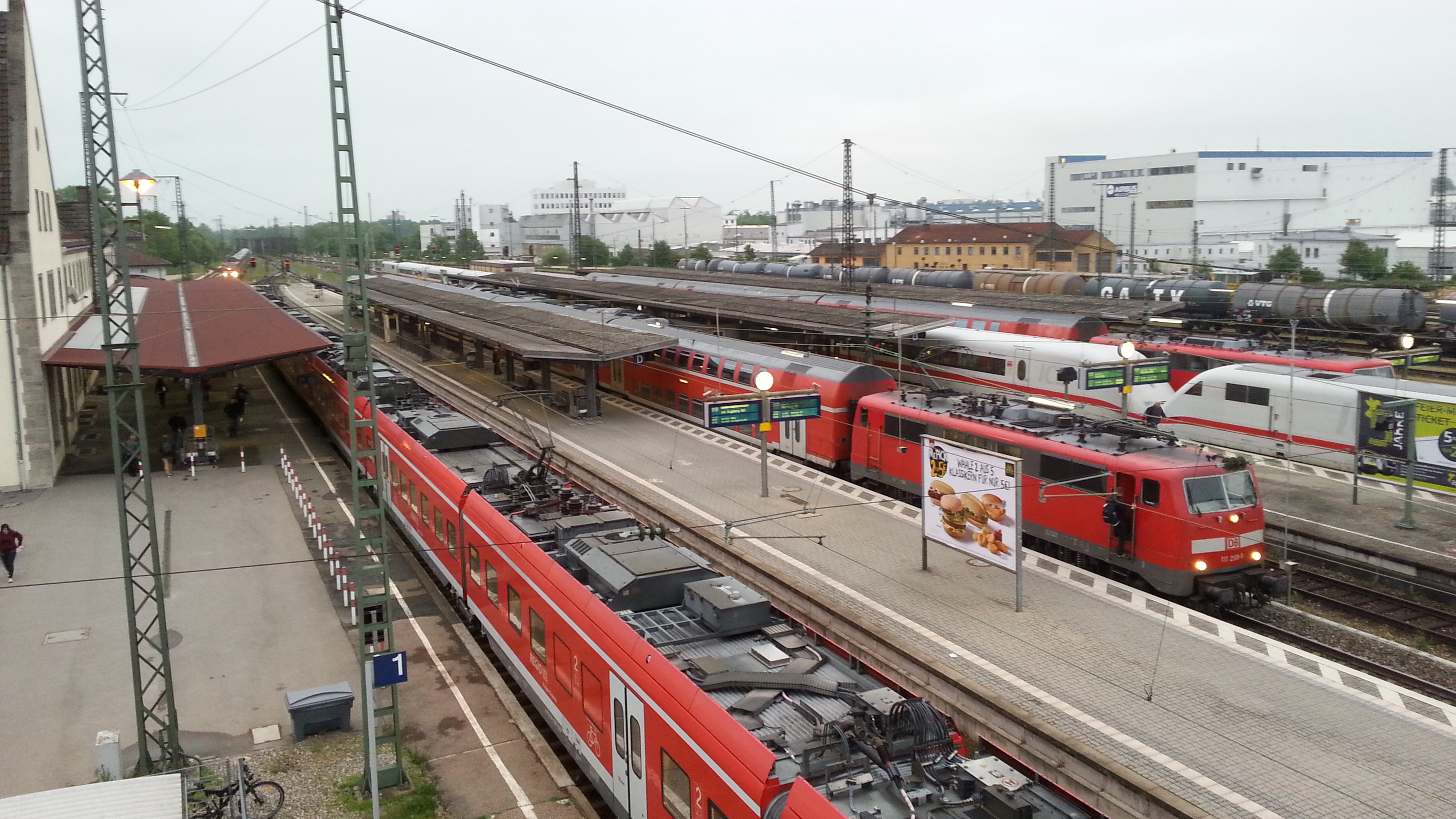
Bahnsteige mit Regionalverkehrszügen und ICE vor der Modernisierung

Im Sommerfahrplan 1939 verkehrten regelmäßig 18 Fernzüge pro Tag über Donauwörth.
In den 1980er-Jahren hielt hier der Flügelzug des TEE Rheingold.
Derzeit wird der Donauwörther Bahnhof mehrmals täglich von Intercity-Express- und Intercity-Zügen angefahren. Freitags im Sommer verkehrt ein ICE-Zugpaar von Hamburg-Altona ins österreichische Schwarzach-St. Veit.
Zum Fahrplanwechsel im Dezember 2017 wurde Donauwörth ICE-Systemhalt: Alle den Bahnhof täglich passierenden ICE-Züge halten auch dort. Durch die Inbetriebnahme der Schnellfahrstrecke Ebensfeld–Leipzig verkürzte sich die Reisezeit nach Berlin um rund anderthalb Stunden. Die Züge zwischen Berlin und München verkehren in einer Zeitlage, die Anschlüsse von und zum Regionalverkehr bieten, sodass Donauwörth ein wichtiger Fernverkehrsbahnhof auch für die Region geworden ist.
| Linie  | Strecke                                                                | Strecke                                                                                   | Strecke | Taktfrequenz          |
| ------ | ---------------------------------------------------------------------- | ----------------------------------------------------------------------------------------- | --- | --------------------- |
| ICE 18 | Kiel –                                                                 | Hamburg – Berlin – Halle – Erfurt – Nürnberg – Donauwörth – Augsburg – München            | Hamburg – Berlin – Halle – Erfurt – Nürnberg – Donauwörth – Augsburg – München                                   | einzelne Züge         |
| ICE 18 | Hamburg-Altona –                                                       | Hamburg – Berlin – Halle – Erfurt – Nürnberg – Donauwörth – Augsburg – München            | Hamburg – Berlin – Halle – Erfurt – Nürnberg – Donauwörth – Augsburg – München                                   | einzelne Züge         |
| ICE 28 | Berlin – Leipzig – Erfurt – Nürnberg – Donauwörth – Augsburg – München | Berlin – Leipzig – Erfurt – Nürnberg – Donauwörth – Augsburg – München                    | Berlin – Leipzig – Erfurt – Nürnberg – Donauwörth – Augsburg – München                                           | einzelne Züge         |
| IC 26  | Flensburg –                                                            | Hamburg – Hannover – Göttingen – Kassel-Wilhelmshöhe – Würzburg – Donauwörth – Augsburg – | München | einzelne Züge         |
| IC 26  | Flensburg –                                                            | Hamburg – Hannover – Göttingen – Kassel-Wilhelmshöhe – Würzburg – Donauwörth – Augsburg – | München – Rosenheim – Kufstein – Wörgl – Kitzbühel – Hochfilzen – Saalfelden – Zell am See – Schwarzach-St. Veit | ein Zugpaar pro Woche |
| IC 26  | Hamburg-Altona –                                                       | Hamburg – Hannover – Göttingen – Kassel-Wilhelmshöhe – Würzburg – Donauwörth – Augsburg – | |                       |
| IC 26  | München Ost – Berchtesgaden                                            | Hamburg – Hannover – Göttingen – Kassel-Wilhelmshöhe – Würzburg – Donauwörth – Augsburg – | ein Zugpaar |                       |
| IC 26  | Oberstdorf                                                             | Hamburg – Hannover – Göttingen – Kassel-Wilhelmshöhe – Würzburg – Donauwörth – Augsburg – | ein Zugpaar |                       |

### Regionalverkehr
| Linie       | Strecke | Taktfrequenz                                                     | Ergänzung |
| ----------- | --- | ---------------------------------------------------------------- | --- |
| RE7 · RE17  | Nürnberg – Donauwörth – Augsburg – Buchloe – Kempten – Immenstadt – Oberstdorf (RE 17) / Hergatz – Lindau (RE 7) | zwei Zugpaare                                                    | |
| RE16        | Nürnberg – Treuchtlingen – Donauwörth – Augsburg                                                                 | Zweistundentakt                                                  | |
| RE80        | Würzburg Hbf – Ansbach – Treuchtlingen – Donauwörth – Augsburg – Mering – München                                | Zweistundentakt                                                  | In Donauwörth Flügelung mit dem RE89 aus/nach Aalen. |
| RB87        | (Nördlingen –) Donauwörth – Augsburg – Mering – München                                                          | Stundentakt, HVZ-Halbstundentakt Donauwörth–Augsburg             | HVZ einzelne Züge ab/bis Nördlingen |
| RB89 · RE89 | Aalen – Nördlingen – Donauwörth (– München)                                                                      | stündlich Aalen – Donauwörth, zweistündlich Donauwörth – München | Die von/nach München durchgebundenen Züge verkehren als RE89 und werden mit dem RE80 geflügelt. Die in Donauwörth beginnenden bzw. endenden Züge verkehren als RB89. |
| RB15        | Ulm – Neu-Ulm – Günzburg – Donauwörth – Ingolstadt (– Ingolstadt Nord) /– Regensburg                             | Stundentakt                                                      | Samstag und Sonntag Durchbindung von/nach Regensburg |

(Stand Dezember 2022)

### Busverkehr
| Linie |             | Strecke                                                                          | Betreiber                  |
| ----- | ----------- | -------------------------------------------------------------------------------- | -------------------------- |
| 1     | Stadtbus    | Donau-Ries-Klinik – Bahnhof – Zentrum – Berg – Parkstadt                         | DB Regio Bus               |
| 2     | Stadtbus    | Zentrum – Riedlingen – Bahnhof – Zentrum                                         | DB Regio Bus               |
| 3     | Stadtbus    | Zentrum – Nordheim – Auchsesheim – Asbach-Bäumenheim – Mertingen – Allmannshofen | DB Regio Bus               |
| 4     | Regionalbus | Donauwörth – Oberndorf am Lech                                                   | DB Regio Bus               |
| 5     | Regionalbus | Donauwörth – Bissingen                                                           | DB Regio Bus               |
| 6     | Stadtbus    | Zentrum – Zirgesheim (– Schäfstall)                                              | DB Regio Bus               |
| 9105  | Regionalbus | Donauwörth – Höchstädt – Dillingen – Gundelfingen – Sontheim(Brenz)              | Regionalbus Augsburg (RBA) |
| 315   | Regionalbus | Donauwörth – Mertingen – Rain (nur Schülerverkehr)                               | Egenberger                 |
| 700   | Regionalbus | Donauwörth – Harburg (Schwaben) – Wemding                                        | Osterrieder                |
| 711   | Regionalbus | Donauwörth – Mauren – Heroldingen (überwiegend Schülerverkehr)                   | Osterrieder                |
| 800   | Regionalbus | Donauwörth – Fünfstetten – Treuchtlingen                                         | Osterrieder                |
| 830   | Regionalbus | Donauwörth – Tagmersheim – Monheim – Blossenau                                   | Osterrieder                |
| 860   | Regionalbus | Donauwörth – Daiting – Natterholz                                                | Osterrieder                |
| 901   | Regionalbus | Donauwörth – Marxheim (nur Schülerverkehr)                                       | Egenberger                 |

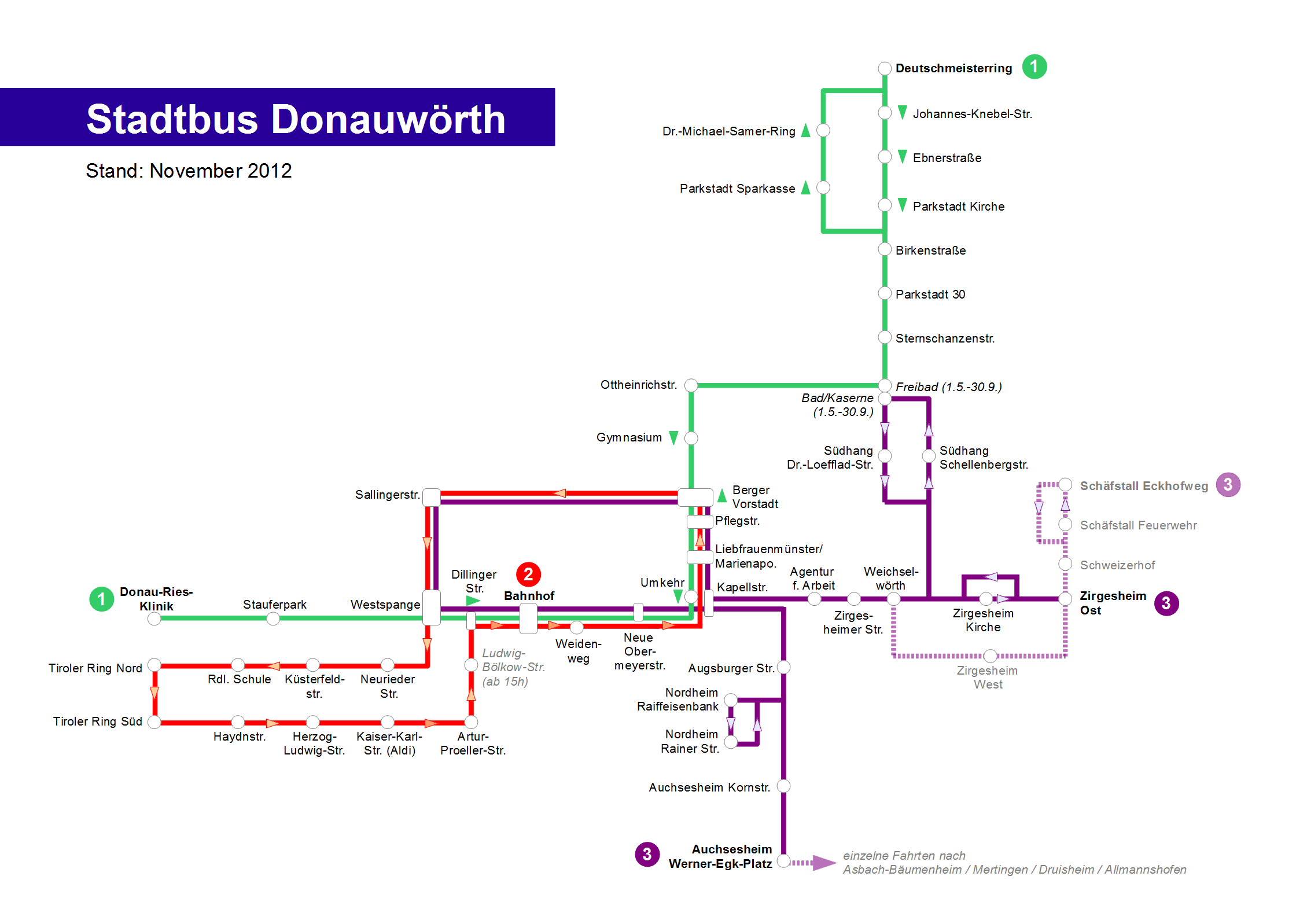
Stadtbusnetz im Jahr 2012, Linien 1–3

Im östlichen Bereich des Bahnhofsvorplatzes befindet sich der 2001 neu gestaltete Busbahnhof. Er wurde so konzipiert, dass er über die Verkehrsgeschichte der Stadt Donauwörth informiert, dies wird durch Schriftzüge und Infotafeln an den Bussteigen unterstützt.
Am Busbahnhof beginnen beziehungsweise enden zahlreiche Linien der Verkehrsgemeinschaft Donau-Ries. Außerdem ist die Bushaltestelle eine von zwei Knotenpunkten im Donauwörther Stadtbusnetz.
Die Linien 1 und 2 werden mit Solobussen bedient, die verbleibenden Linien hauptsächlich mit Kleinbussen. Allerdings kommen auch hier große Busse morgens, abends und teilweise für Verstärkerfahrten am Nachmittag zum Einsatz.
Seit dem 1. Juli 2016 ist die neue Linie 4, die bis nach Oberndorf am Lech fährt, und die Linie 5 nach Bissingen (Schwaben) unterwegs. Des Weiteren wird das Fahrplanangebot abends verbessert. Seit 2019 bedient im Stadtbusverkehr die Linien 1–6 der Stadtbus Donauwörth. Der Stadtbus Donauwörth wird von der Stadt Donauwörth geführt, und gefahren von der Busflotte der Deutschen Bahn.